# Дале Оен, Александр
Александр Дале Оен (норв. Alexander Dale Oen; 21 мая 1985, Эйгарден — 30 апреля 2012, Флагстафф) — норвежский пловец, серебряный призёр Олимпийских игр в Пекине. Чемпион мира, двукратный чемпион Европы. Специализировался в плавании брассом.

## Спортивная карьера
В 2006 году на чемпионате мира по плаванию на короткой воде в Шанхае Александр Дале Оен завоевал бронзовую медаль на дистанции 100 метров брассом, проиграв Олегу Лисогору и Брендону Рикарду. Оен стал первым норвежским мужчиной, который завоевал медаль на чемпионате мира по плаванию. Четыре месяца спустя, Оен с успехом выступил на чемпионате Европы по водным видам спорта в Будапеште, завоевав серебряную медаль и при этом установив новый национальный рекорд.
Настоящий прорыв Дале Оена случился в 2008 году на чемпионате Европы по водным видам спорта в Эйндховене, где он стал чемпионом на дистанции 100 метров брассом, а также завоевал две серебряные медали на дистанциях 50 и 200 метров брассом.
На летних Олимпийских играх в Пекине Оен завоевал серебро на дистанции 100 метров брассом, став первым представителем Норвегии, завоевавшим олимпийскую медаль в плавании.
В июле 2011 года на чемпионате мира в Шанхае выиграл золото на дистанции 100 метров брассом. Это была первая в истории Норвегии золотая медаль на чемпионатах мира по плаванию.
Умер 30 апреля 2012 года в возрасте 26 лет от сердечного приступа во время тренировочного сбора в американском штате Аризона. Причина смерти — атеросклероз коронарных артерий..